# Vianópolis
Vianópolis là một đô thị thuộc bang Goiás, Brasil. Đô thị này có diện tích 997,596 km², dân số năm 2007 là 17530 người, mật độ 13,6 người/km².